# 原始
原始（げんし）とは、人類の進化および発展段階において一番初期の段階にあると考えられる状態。文明（社会）に対する野蛮・未開な状態と同様の意味に用いられる場合もある。

## 概要
文明成立以前の初期の人類を想定して、今日の全人類に至る進化の歩みを復元しようとする「原始学」を研究する動きが19世紀後半の西洋社会で盛んに行われた。研究者の間では「人類の精神生活に関して、人種などによる差別が存在しない（人類の心的一体性）」と進化論の登場が相まって、地域における人類の文明や文化水準の差は進歩・進化の差であると考えた。それは同時に文明的な西洋社会に対して、非西洋社会は文明社会として成熟しているのに対して、非西洋社会の文明はそこまで達しておらず、中には野蛮・未開の者もいる。だが、野蛮・未開な状態である程、原始の人類の状態に近いとする文化進化論（ぶんかしんかろん）を広めることになった。例えば、モルガン・タイラー・フレイザーなどの初期の文化人類学者はその代表的な存在であり、インド法とイギリス法、古代ローマ法を比較研究したメインも同じように考えていた。
1920年代に入り、構造機能主義の登場やフィールドワークの活用によって人類学の研究方法に変化が見られるようになると、文化進化論に基づく原始研究に批判が登場するようになる。最大の批判は原始社会と非西洋社会を同一視したことである。しかも、文化進化論の中心となったヴィクトリア朝のイギリス（および同時期の西ヨーロッパ・アメリカ）を人類文明の最高段階とすることを前提としたことから、イギリス（＝西洋文明）が持つ合理主義的価値観に基づいて非西洋文明の評価が行われたことから、個々の諸民族が持つ文化の特徴や内在的意味が無視され、架空の人類史が創作されたというものである。
このため、文化進化論に影響された偏見や誤解に基づく知識によって生じた原始学的な概念の使用が学術の場においては用いられない、もしくは限定的な使用に限られるようになっている。例えば、原始時代（げんしじだい）という表記は考古学では用いられず（先史時代・原史時代などが用いられる）、もっぱら俗語として用いられている。また、野蛮人・未開人という意味を含むようになってしまった原始人（げんしじん）という表現も用いられなくなり、代わりにアウストラロピテクスなどの属名などを用いて一定の進化段階にある人類を分類・認識するのが一般的である。